# Shanghái Media Group
Shanghái Media Group (SMG),(en chino:上海文广新闻传媒集团, pinyin: Shànghǎi Wénguǎng Xīnwén Chuánméi Jítuán). Es una empresa de radiodifusión, bajo la administración de Shanghái Media & Entertainment Group. La compañía emplea a unas 5.200 personas, con bienes de capital por un total de 11,7 mil millones de yuanes.
Formada en 2001, SMG es el resultado de una fusión entre: People’s Radio Station of Shanghai, East Radio Shanghai, Shanghai Television Station, y Oriental Television Station.
La empresa SMG presta los servicios de radio, televisión por cable, internet y otros servicios de entretenimiento de medios, incluyendo deportes, espectáculos, artes escénicas, ciencia, tecnología y las finanzas.  El grupo también opera y es propietaria de cinco centros deportivos y 14 centros de arte cultural. Otras áreas de operación incluyen periódicos, revistas y sitios web de noticias.
Según una encuesta, once de los canales de televisión del grupo han alcanzado el 76% en horario prime time en 2003. Los ingresos de la publicidad constituye el 10% del volumen de ventas en el mercado local. Es un productor y un editor en los diversos campos de las noticias, películas, series de televisión, música, deportes, finanzas, entretenimiento y documentales, SMG se está empujando hacia el mercado nacional e internacional de habla china.